# ثاليات
الثاليات أو اليافعات (الاسم العلمي: Thaliacea) طائفة تضم الحيوانات البحرية داخل شعيبة الغلاليات. على عكس أقاربها الكأسيات القاعية، التاليات تطفو بحرية بأكمله حياتها. وتضم المجموعة الأنواع التي لها دورات حياة معقدة مع كل الأشكال الفردية والاستعمارية.